# Saison 2013 des Diamondbacks de l'Arizona
La saison 2013 des Diamondbacks de l'Arizona est la 16e saison en Ligue majeure de baseball pour cette franchise.
Premiers de la division Ouest de la Ligue nationale du 17 mai au 21 juillet, les Diamondbacks concèdent éventuellement la position de tête aux Dodgers de Los Angeles et terminent au deuxième rang à 11 parties des Dodgers. Leur fiche de 81 victoires et 81 défaites est identique à celle de la saison précédente. Le joueur de premier but Paul Goldschmidt se distingue en menant à Ligue nationale pour les circuits (à égalité avec Pedro Alvarez de Pittsburgh), les points produits et la moyenne de puissance et termine 2e au vote désignant le meilleur joueur de la ligue. Il gagne en revanche le Bâton d'argent, le Gant doré et le prix Hank Aaron.

## Contexte
Champions de division en 2011, les Diamondbacks connaissent une décevante saison 2012 et ne sont jamais véritablement dans la course au championnat dans la section Ouest de la Ligue nationale, où ils finissent troisièmes sur cinq équipes avec 81 victoires et 81 défaites.

## Intersaison

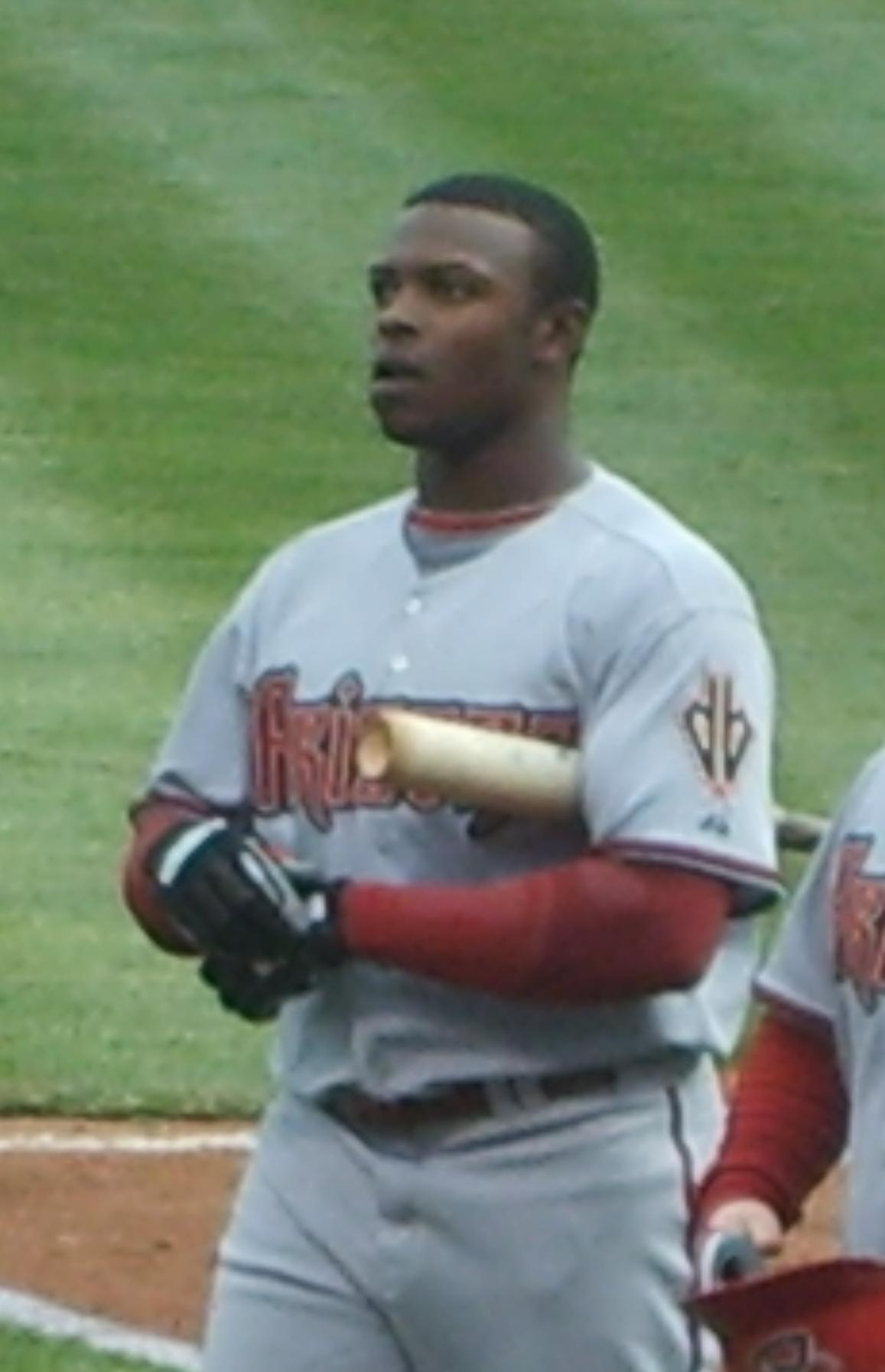
Justin Upton, échangé à Atlanta avant le début de la saison 2013.

Les Diamondacks procèdent à beaucoup de changements durant l'hiver 2012-2013 et sont actifs sur le marché des transactions. Le 11 décembre 2012, ils échangent le jeune lanceur partant droitier Trevor Bauer, pourtant un des espoirs de l'organisation ayant fait ses débuts en 2012 dans le baseball majeur, et deux autres lanceurs droitiers, Matt Albers et Bryan Shaw, aux Indians de Cleveland, contre le jeune arrêt-court Didi Gregorius, le lanceur gaucher Tony Sipp et le joueur de premier but Lars Anderson.
Mais le joueur alimentant le plus les rumeurs est le jeune voltigeur étoile Justin Upton. Celui-ci est d'abord échangé aux Mariners de Seattle, mais il invoque une clause de non échange pour faire annuler la transaction. Le 24 janvier 2013, Upton passe aux Braves d'Atlanta avec le joueur de troisième but Chris Johnson. En retour, les D-Backs reçoivent les joueurs de troisième but Martin Prado et Brandon Drury, les lanceurs droitiers Randall Delgado et Zeke Spruill ainsi que l'arrêt-court Nick Ahmed.
Durant l'intersaison, une transaction mineure envoie le troisième but Ryan Wheeler aux Rockies du Colorado  pour le lanceur gaucher Matt Reynolds. Le rapide voltigeur Tony Campana est acquis en février 2013 des Cubs de Chicago en retour des lanceurs droitiers des ligues mineures Jesus Castillo et Erick Leal.
Les Diamondbacks mettent sous contrat quelques agents libres : après une saison chez les Red Sox de Boston, le voltigeur Cody Ross accepte une entente de 4 ans, le lanceur droitier Brandon McCarthy quitte Oakland pour un contrat de deux ans en Arizona, le vétéran joueur de champ intérieur Eric Chavez rejoint les D-Backs après deux années chez les Yankees de New York, le joueur d'utilité Eric Hinske arrive d'Atlanta où il a passé trois ans et après une année à Pittsburgh le receveur Rod Barajas accepte un contrat des ligues mineures. Le lanceur de relève droitier Matt Lindstrom, acquis durant la saison 2012, part quant à lui chez les White Sox de Chicago.

## Calendrier pré-saison
L'entraînement de printemps des Diamondbacks se déroule du 23 février au 30 mars 2013.

## Saison régulière
La saison régulière des Diamondbacks se déroule du 1er avril au 29 septembre 2013. et prévoit 162 parties. Elle débute à domicile avec la visite des Cardinals de Saint-Louis.

### Juin
- 2 juin : Patrick Corbin des Diamondbacks est élu meilleur lanceur du mois de mai 2013 dans la Ligue nationale de baseball[19].
- 11 juin : Le match à Los Angeles des Diamondbacks contre les Dodgers est marqué par deux mêlées générales, cinq frappeurs atteints et six expulsions : le gérants Kirk Gibson, l'instructeur Turner Ward et le lanceur Ian Kennedy d'Arizona; l'instructeur Mark McGwire, Yasiel Puig et Ronald Belisario des Dodgers[20].

### Septembre
- 4 septembre : Martín Prado des Diamondbacks est nommé joueur par excellence du mois d'août dans la Ligue nationale[21].

### Classement
| Ligue nationale (Division Ouest) | V  | D  | %    | Diff. | Diff. (séries) |
| -------------------------------- | -- | -- | ---- | ----- | -------------- |
| Dodgers de Los Angeles           | 92 | 70 | ,568 | -     | -              |
| Diamondbacks de l'Arizona        | 81 | 81 | ,500 | 11    | 9              |
| Padres de San Diego              | 76 | 86 | ,469 | 16    | 14             |
| Giants de San Francisco          | 76 | 86 | ,469 | 16    | 14             |
| Rockies du Colorado              | 74 | 88 | ,457 | 18    | 16             |

## Affiliations en ligues mineures
| Niveau            | Équipe                  | Ligue                         |
| ----------------- | ----------------------- | ----------------------------- |
| AAA               | Aces de Reno            | Ligue de la côte du Pacifique |
| AA                | BayBears de Mobile      | Southern League               |
| A-Advanced        | Visalia Rawhide         | California League             |
| A                 | South Bend Silver Hawks | Midwest League                |
| A (saison courte) | Bears de Yakima         | Northwest League              |
| Ligue des recrues | Missoula Osprey         | Pioneer League                |
| Ligue des recrues | AZL Diamondbacks        | Arizona League                |
| Ligue des recrues | DSL Diamondbacks        | Dominican Summer League       |